# رنغات
رنغات (بالإنجليزية: Rengat)‏ هي district of Indonesia تقع في إندونيسيا في Indragiri Hulu Regency.